# 磯部四郎

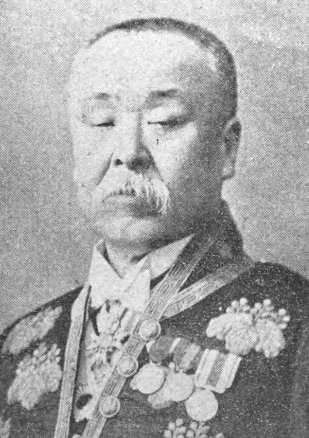
磯部四郎

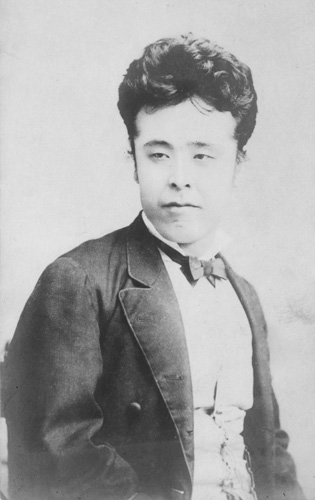
磯部四郎（1875年）

磯部 四郎（いそべ しろう、1851年6月25日（嘉永4年5月26日） - 1923年（大正12年）9月1日）は、日本の法学者。大審院検事・判事。弁護士。法典調査会委員。衆議院議員。貴族院勅選議員。
娘婿は政治家の磯部尚、孫は歌舞伎役者の二代目坂東市太郎。

## 経歴
- 1851年（嘉永4年）
  - 旧暦5月26日（グレゴリオ暦6月25日）[1]、富山藩（現在の富山県）若年寄・林太仲の第4子として生まれる。同藩足軽・上野宗右衛門の養子となる。
- 1857年（安政4年）
  - 6歳で養家を相続し、上野秀太郎と称する。
- 1868年（明治元年）
  - 脱藩の後、養家のあった磯部村からとって姓を「磯部」、林家の四男であることから名を「四郎」とし[2]、磯部四郎と改名する。越後（現在の新潟県）へ赴き、柏崎県知事・久我維麿の近習となる。
- 1869年（明治2年）
  - 東京に上京。昌平学校に入るが、すぐに退校。亀谷省軒に漢学を学ぶ。
- 1870年（明治3年）
  - 村上英俊の達前堂に仏学を学ぶ。
- 1871年（明治4年）
  - 大学南校（現在の東京大学）に入学。
- 1872年（明治5年）
  - 木下広次・井上正一・岸本辰雄・熊野敏三らと司法省明法寮法学生徒となる。
- 1875年（明治8年）
  - 8月、大木喬任に陪審制の調査などを命ぜられ、木下・熊野・井上らと司法省官費留学生として渡仏。パリ大学法学部に入学[3]。
- 1878年（明治11年）
  - 8月4日、井上と共に法学士号取得。光妙寺三郎（同年2月23日取得）に次ぐ、日本人として2番目の取得者であった。
  - 12月、帰国。
- 1879年（明治12年）
  - 2月、司法省検事局判事。4月、司法省法学校教師。
- 1880年（明治13年）
  - 1月、民法編纂委員となる。ボアソナードと共に旧民法起草に関与。
  - 2月、司法省権少書記官。3月、太政官権少書記官。11月、太政官少書記官。
- 1881年（明治14年）
  - 11月、司法省少書記官兼参事院議官補。
- 1884年（明治17年）
  - 5月、司法省大書記官。
- 1886年（明治19年）
  - 3月、東京控訴裁判所検事。4月、民法草按編纂委員。7月、大審院検事。11月、旧民法第2編第3編に関する元老院会議内閣委員。
- 1887年（明治20年）
  - 11月、司法省法律取調委員会報告委員。
- 1890年（明治23年）
  - 1月、明治法律学校機関誌『法政誌叢』に「法理精華ヲ読ム」を発表し、江木衷ら延期派（英法派）を痛罵。
  - 7月、第1回衆議院議員総選挙において富山県第1区より当選。
  - 10月、大審院判事に任ぜられ、議員辞職。
- 1891年（明治24年）
  - 7月、大審院検事となる。
- 1892年（明治25年）
  - 同僚検事と昼食の際、児島惟謙や岸本辰雄らとの花札賭博を洩らしたことが、司法官弄花事件発覚の端緒となる。
  - 5月7日、弄花事件により依願免本官。
  - 5月10日、代言人免許を受け、弄花事件懲戒裁判の7人の被告人大審院判事のうち、中定勝の弁護人に就任。
- 1893年（明治26年）
  - 7月、法典調査会査定委員。
- 1898年（明治31年）
  - 5月、東京組合弁護士会会長（以降5回当選）。
- 1900年（明治33年）
  - 古賀廉造と刑法改正論議。老朽批判を受ける。
- 1902年（明治35年）
  - 東京府から第7回衆議院議員総選挙に出馬、衆議院議員となる（以降、連続3回当選）。
- 1907年（明治40年）
  - 法学博士。
- 1908年（明治41年）
  - 麹町区から東京市会議員選挙に出馬、東京市会議員となる[4]。
- 1910年（明治43年）
  - 大逆事件（幸徳秋水事件）の筆頭弁護人となり、花井卓蔵、今村力三郎、平出修らとともに弁護にあたる。
- 1914年（大正3年）
  - 3月31日 - 貴族院議員に勅選される[5]。
- 1923年（大正12年）
  - 1月、電車に接触し、右踵を切断。
  - 5月、東京弁護士会会長となる。
  - 9月1日、関東大震災に被災し、避難先の本所被服廠跡にて焼死（享年73）。遺骸は発見されなかった。

## 栄典・授章・授賞
位階
- 1884年（明治17年）6月30日 - 正六位[6]
- 1890年（明治23年）11月4日 - 従四位[7]

勲章等
- 1889年（明治22年）11月29日 - 大日本帝国憲法発布記念章[8]

## 逸話
花札賭博が大好きで、大審院検事のとき、大審院長や同僚を誘い、柳橋で芸者をあげて遊興三昧のあげく、辞職に追い込まれた。それでも花札は終生止められず、明治天皇にまで教え、いたく興味をもたれたという。
1892年（明治25年）の弄花事件は、前年の大津事件の報復とも、大審院内部の判事対検事の抗争とも言われるが、磯部の免官は、この事件で訴追側の検察内部に疑惑の中心人物がいては不都合だったためとも考えられる。

## 主な著作
- 『大日本帝国憲法註釈』阪上半七、1889年。
- 『日本刑法講義筆記』（3冊合本）警官練習所、1889年。
- 『刑事訴訟法講義』（上下2冊）八尾書店、1891年。
- 『民法釈義』（「財産編 第1、2部」「人事編―附・法例釈義」「相続法」「証拠編」に分冊刊行 ）長島書房、1893年。
- 『刑法講義』（上下2冊）八尾書店、1893年。
- 『商法釈義』（全16冊）長島書房、1893年。
- 『改正刑法正解』六合館、1907年。

### 著作集
- 村上一博（編）『日本近代法学の巨擘・磯部四郎論文選集』（信山社、2005年）

### 研究
- 平井一雄・村上一博（編）『磯部四郎研究―日本近代法学の巨擘』（信山社、2007年）
- 谷口貴都「磯部四郎とその法律学 (一) : 近代法学黎明期を歩んだ人々」『高岡法科大学紀要』第14巻、高岡法科大学、2003年、93-146頁、doi:10.24703/takahokiyo.14.0_93、ISSN 0915-9347、NAID 110004678506。
- 谷口貴都「磯部四郎とその法律学 (二) : 近代法学黎明期を歩んだ人々」『高岡法科大学紀要』第15巻、高岡法科大学、2004年、49-84頁、doi:10.24703/takahokiyo.15.0_49、ISSN 0915-9347、NAID 110004678511。
- 谷口貴都「磯部四郎とその法律学(三) : 近代法学黎明期を歩んだ人々」『高岡法科大学紀要』第16巻、高岡法科大学、2005年、63-105頁、doi:10.24703/takahokiyo.16.0_63、ISSN 0915-9347、NAID 110006426887。
- 谷口貴都「磯部四郎とその法律学(四) : 近代法学黎明期を歩んだ人々」『高岡法科大学紀要』第19巻、高岡法科大学、2008年、145-164頁、doi:10.24703/takahokiyo.19.0_145、ISSN 0915-9347、NAID 110007001371。
- 七戸克彦「現行民法典を創った人びと（21）査定委員26・27 : 金子堅太郎・磯部四郎、外伝17 : ボワソナード」『法学セミナー』第56巻第1号、日本評論社、2011年1月、54-56頁、ISSN 04393295、NAID 120003043281。

### 小説
- 木々康子『蒼龍の系譜』（筑摩書房、1976年）
- 木々康子『陽が昇るとき』（筑摩書房、1984年）
- 木々康子『林忠正とその時代』（筑摩書房、1987年）

| その他の役職                | その他の役職                                            | その他の役職                  |
| --------------------------- | ------------------------------------------------------- | ----------------------------- |
| 先代 乾政彦 江木衷 岸本辰雄 | 東京弁護士会会長 1923年 1904年 - 1907年 1898年 - 1899年 | 次代 関直彦 菊池武夫 三好退蔵 |